# 格洛斯特郡花猪
格洛斯特郡花猪，是一种英格兰大体型猪。也称格洛斯特或格洛斯特花猪，成年公豬體重為600英磅（270），母豬為500英磅（230）。该品种母猪以高产仔数和高产奶量著称。

## 品种起源
格洛斯特郡花猪起源于英格兰的伯克利谷地区，现在已经在整个英国都有分布。该品种的起源并不清楚，可能是由当地品种与外来品种融合而成。该品种曾被称为果园猪（Orchard Pig），因为他们时常会吃掉落的苹果和废弃的农产品。

## 品种特征

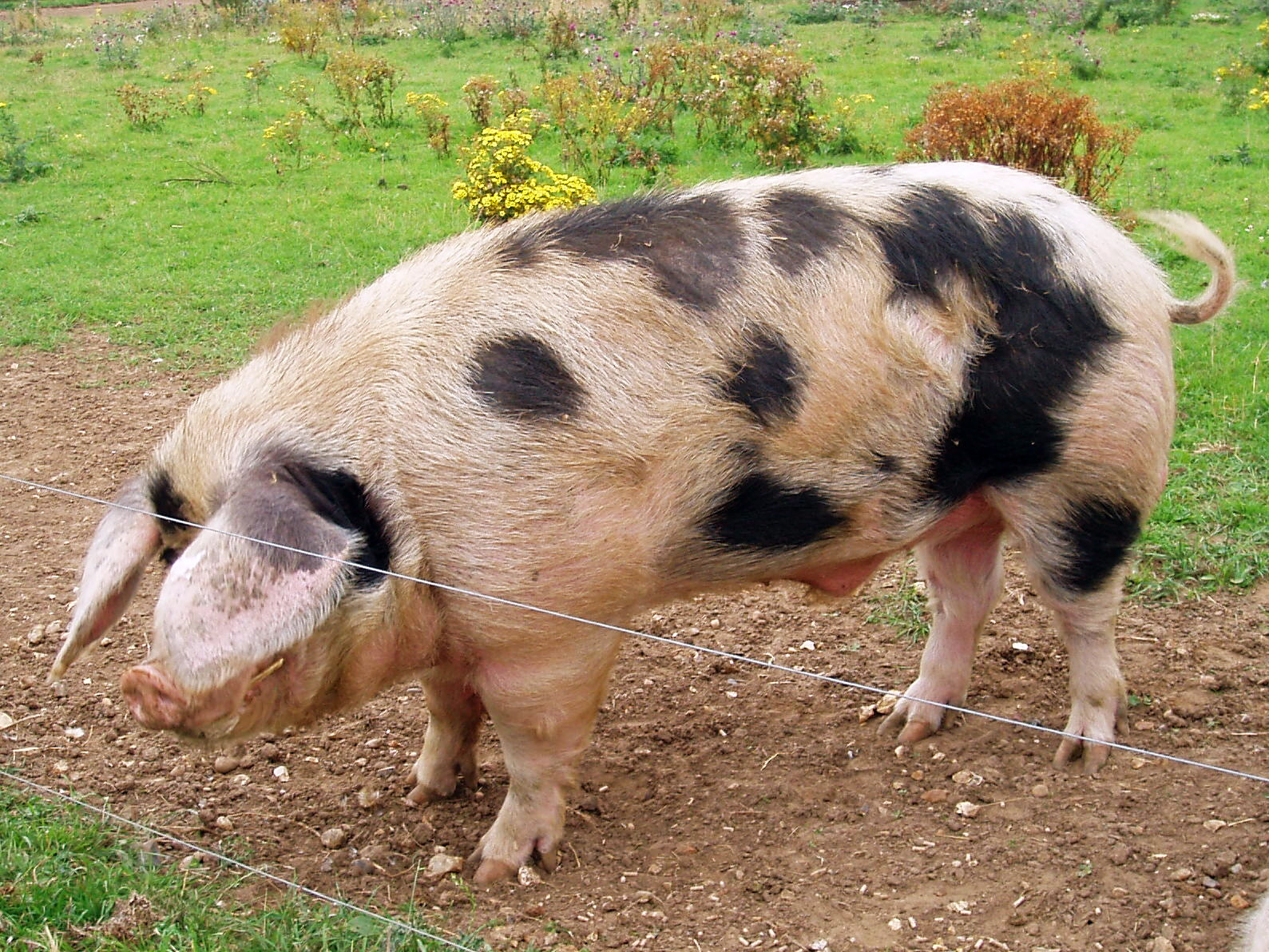
在英格兰一家猪场的格洛斯特郡花猪公猪。

黑白相间，并以白色为主。近年来倾向于选育黑色更少的品种，现在经常只能看到一两个花斑。格洛斯特郡花猪的耳朵下垂。

## 伸延閱讀
- Briggs, Hilton M. 1983. International Pig Breed Encyclopedia. Elanco Animal Health.
- Richard Lutwyche, Gloucestershire Old Spots Pig Breeders' Club, Cirencester, Gloucestershire.
- Mason, I. L. 1996. A World Dictionary of Livestock Breeds, Types and Varieties. Fourth Edition. C.A.B International.